# Второе правительство Жюппе
Второе правительство Жюппе — кабинет министров, правивший Францией с 7 ноября 1995 года по 2 июня 1997 года, в период Пятой французской республики, в следующем составе:
- Ален Жюппе — премьер-министр;
- Эрве де Шаретт — министр иностранных дел;
- Шарль Мийон — министр обороны;
- Жан-Луи Дебре — министр внутренних дел;
- Жан Артуа — министр экономики и финансов;
- Жак Тубон — министр юстиции;
- Франк Боротра — министр промышленности, почт и телекоммуникаций;
- Франсуа Байру — министр национального образования, профессионального обучения, высшего образования и исследований;
- Жак Барро — министр труда и социальных дел;
- Филипп Дуст-Блази — министр культуры;
- Филипп Вассёр — министр сельского хозяйства, рыбаловства и продовольствия;
- Ги Друт — министр по делам молодежи и спорта;
- Корин Лепаж — министр охраны окружающей среды;
- Бернар Понс — министр транспорта, жилищного строительства, туризма и снаряжения;
- Роже Романи — министр по связям с парламентом;
- Доминик Пербен — министр гражданской службы, государственных реформ и децентрализации;
- Жан-Клод Годен — министр по делам городов и регионального планирования;
- Жан-Пьер Раффарен — министр мелкого и среднего бизнеса, торговли и промышленности ремесел.